# EUFOR Concordia
La força europea EUFOR Concordia va ser una missió de pau de la Unió Europea (UE) a Macedònia del Nord, que va començar el 31 de març de 2003. La Unió Europea va reprendre l'operació Allied Harmony de l'Organització del Tractat de l'Atlàntic Nord i va desplegar prop de 300 tropes per assegurar la seguretat dels observadors de la UE i l'Organització per a la Seguretat i la Cooperació a Europa que supervisabrn la implementació dels acords d'Ohrid. Aquesta va ser la primera operació militar de la Unió Europea.

## Història
La revolta albanesa a Macedònia el 2001 és un conflicte armat intern dirigit pel Exèrcit d'Alliberament Nacional (UÇK-M), organització d'origen kosovar contra el Govern de la República de Macedònia del Nord. Aquesta organització demostra així la voluntat dels albanesos de Macedònia del Nord d'obtenir més autonomia i reconeixement de l'estat. El final de la insurrecció es va formalitzat pels acords d'Ohrid i la intervenció de 4.000 soldats de l'OTAN per restablir la pau a Macedònia del Nord va donar fruits. L'operació Concordia es va fer càrrec d'una força més petita de 300 a 400 soldats procedents de diferents estats membres i actius operatius de l'OTAN agrupats a conseqüència de l'acord Berlín plus.
L'operació Concordia es basa en la Resolució 1371 del Consell de Seguretat de les Nacions Unides i en un component econòmic i financer (Pacte d'estabilitat per a Europa Sud-oriental (1999), acord d'estabilització i associació (2004)) per donar suport al desenvolupament del país i donar suport a la influència de la política exterior de Brussel·les a Skopje.
EUFOR Concordia va ser un esdeveniment important en el desenvolupament de la Política comuna de seguretat i defensa de la Unió Europea. Per Javier Solana que aleshores era l'Alt Representant per a la Política Exterior i de Seguretat (PESC), la PESC, impulsada fa deu anys, va arribar a una nova etapa amb la cooperació militar sota els auspicis de la Unió Europea i no els seus Estats membres.
El 15 de desembre de 2003, EUFOR Concordia va ser reemplaçada per una missió de la policia de la UE sota el codi EUPOL Proxima i els 400 soldats de la UE van ser substituïts per 200 policies de la UE. El cap de la missió fou l'almirall alemany Rainer Feist.

## Biografia
- Larivé, Maxime H. A.. Routledge. Debating European Security and Defense Policy (en anglès), 2016, p. 280. a. ISBN 978-1-3171-5430-3.
- Javier Solana. «A joint effort for peace and stability» (pdf). [Consulta: 31 gener 2017].